# Abed Nego Messang
Abed Nego Messang est un journaliste sportif camerounais.

## Biographie

### Enfance, éducation et débuts
Abed Nego Messang, né à Nguelemendouka, petite bourgade du Haut Nyong à l'Est du Cameroun, est issu d'une modeste famille de l'Est du Cameroun. Il fait des études à Abong Mbang.
En 1990, il est reçu brillamment comme journaliste économique en compagnie de Michel Ndjock-Abanda. 

### Carrière
Abed Nego Messang dirige le département des sport à CRTV. Il couvre les coupes du monde de 2002 et est reconnu comme un érudit du sport. Il se fait connaitre par l'émission dominicale Dimanche Midi et présente le journal radio de 17heures à la CRTV. Il travaille comme correspondant de Mutations et de RFI. Il est le créateur et premier président de l'Association des journalistes sportifs du Cameroun.
Il se bat contre un cancer de la gorge qui finit par l'emporter à l'âge de 44 ans le 27 avril 2005,.